# Michael Nouri
Michael Nouri (nascut el 9 de desembre de 1945) és un actor de cinema i teatre nord-americà. És conegut pels seus papers televisius, com ara Dr. Neil Roberts a The O.C., Phil Grey a Damages, Caleb Cortlandt a All My Children, Eli David a NCIS i Bob Schwartz a Yellowstone. També és conegut pels seus papers protagonista a les pel·lícules Flashdance (1983) i Ocult (1987), i ha aparegut en diverses Obres de Broadway i Off-Broadway, inclosa la producció original de Victor/Victoria. Ha estat nominat als Premis Saturn i Premis Daytime Emmy.

## Primers anys
Nouri va néixer a Washington D.C. de Gloria (née Montgomery) i Edmond Nouri. Edmond era un immigrant Iraqi de Bagdad que va arribar als Estats Units amb una beca de la Universitat de Georgetown, allistat a l'exèrcit dels EUA. durant la Segona Guerra Mundial, i es va convertir en escriptor de Stars and Stripes i The New Yorker.
Nouri va créixer a la ciutat de Nova York i Alpine, Nova Jersey. Als 14 anys, després de barallar-se repetidament a l'escola, va ser traslladat a un internat per a nois a Connecticut, Avon Old Farms School, on es va convertir en president del cos d'estudiants, i va decidir ser actor després de protagonitzar. en una obra de teatre de Gilbert i Sullivan. Va assistir a Rollins College i Emerson College, va treballar com a cambrer, després va aconseguir el seu primer paper a Broadway el 1967. Va ser breument estudiant amb Prem Rawat

## Carrera
Després de protagonitzar una producció off-Broadway de Les bruixes de Salem, Nouri va aconseguir el seu primer paper a Broadway a Forty Carats, que va durar dos anys. Va fer el seu debut cinematogràfic l'any 1969, amb un paper no acreditat a Goodbye, Columbus. Va aparèixer en diverses telenovel·les de televisió i va ser nominat a un Premi Daytime Emmy pel seu paper de Steve Kaslow a Search for Tomorrow. Va interpretar a Lucky Luciano a la minisèrie The Gangster Chronicles i al seu llargmetratge Gangster Wars. El 1979, va aparèixer a l'episodi "The Curse of Dracula" de la sèrie Cliffhangers.
El 1983, va tenir un paper protagonista com Nick Hurley al drama romàntic Flashdance. Malgrat les crítiques diverses, la pel·lícula va ser una de les pel·lícules més taquilleres del 1983, i va ser nominada a diversos premis principals, guanyant un Oscar a la millor cançó original.
Nouri ha aparegut en nombroses sèries i pel·lícules de televisió. Va protagonitzar al costat de Kyle MacLachlan la pel·lícula de terror Ocult, per la que va rebre el Premi al millor actor al XX Festival Internacional de Cinema Fantàstic de Sitges. Va protagonitzar les sèries de curta durada Bay City Blues i Downtown, i a la comedia de situació Amor i guerra. Va protagonitzar la producció de Broadway del musical Victor/Victoria com King Marchan, al costat de Julie Andrews. Va aparèixer en tres entrades separades de Law & Order, cada vegada amb papers diferents. Va tenir papers recurrents a les sèries The O.C., Damages, NCIS, i Army Wives. Va tornar a les telenovel·les amb un període d'un any a All My Children. Més recentment, va tenir un paper recurrent a la sèrie Yellowstone durant tres temporades.

## Filmografia

### Cinema
| Any  | Títol                            | Paper                        |
| ---- | -------------------------------- | ---------------------------- |
| 1969 | Goodbye, Columbus                | Don Farber (sense acreditar) |
| 1981 | Gangster Wars                    | Charles "Lucky" Luciano      |
| 1983 | Flashdance                       | Nick Hurley                  |
| 1986 | The Imagemaker                   | Roger Blackwell              |
| 1986 | GoBots: Battle of the Rock Lords | Boulder (voice)              |
| 1987 | Ocult                            | Det. Thomas Beck             |
| 1988 | Thieves of Fortune               | Juan Luis                    |
| 1990 | Little Vegas                     | Frank de Carlo               |
| 1990 | Captain America                  | Lt. Colonel Louis            |
| 1990 | Fatal Sky                        | Jeff Milker                  |
| 1991 | The Psychic                      | Theodore 'Ted' Steering      |
| 1991 | Total Exposure                   | Dave Murphy                  |
| 1992 | Black Ice                        | Ben Shorr                    |
| 1993 | DaVinci's War                    | China Smith                  |
| 1993 | American Yakuza                  | Dino Campanela               |
| 1993 | No Escape, No Return             | Dante                        |
| 1994 | Fortunes of War                  | Father Aran                  |
| 1994 | Inner Sanctum II                 | Bill Reed                    |
| 1994 | Lady In Waiting                  | Jimmy Scavetti               |
| 1995 | Hologram Man                     | Edward Jameson               |
| 1995 | Fins al límit                    | Thomas 'China' Smith         |
| 1996 | Overkill                         | Lloyd Wheeler                |
| 2000 | A la recerca d'en Forrester      | Dr. Spence                   |
| 2001 | Carman: The Champion             | Freddie                      |
| 2001 | Lovely & Amazing                 | Dr. Crane                    |
| 2002 | Terminal Error                   | Brad Weston                  |
| 2003 | Klepto                           | Dr. Cohn                     |
| 2003 | Stuey                            | Vincent                      |
| 2004 | The Terminal                     | Max                          |
| 2005 | Searching for Bobby D            | Angelo                       |
| 2005 | Boynton Beach Club               | Donald                       |
| 2006 | Last Holiday                     | Congressman Stewart          |
| 2006 | Invincible                       | Leonard Tose                 |
| 2009 | The Proposal                     | Chairman Bergen              |
| 2012 | Any Day Now                      | Miles Dubrow                 |
| 2015 | The Squeeze                      | Jimmy Diamonds               |
| 2017 | Teleios                          | Nordham                      |
| 2017 | Alex & the List                  | Rabbi Baskin                 |
| 2017 | La dona que va davant            | Karl Valentine               |
| 2018 | Con Man                          | Uncle Joe                    |

### Televisió
| Any     | Títol                                                     | Paper                         | Notes                                                                            |
| ------- | --------------------------------------------------------- | ----------------------------- | -------------------------------------------------------------------------------- |
| 1974–75 | Somerset                                                  | Tom Conway                    | repartiment principal                                                            |
| 1975    | Beacon Hill                                               | Giorgio Bullock               | repartiment principal; temporada 1                                               |
| 1975–78 | Search for Tomorrow                                       | Steve Kaslow                  | repartiment principal                                                            |
| 1977    | Contract on Cherry Street                                 | Lou Savage                    | Telefilm                                                                         |
| 1979    | The Curse of Dracula                                      | Comte Dràcula                 | repartiment principal; temporada 1                                               |
| 1979    | The Last Convertible                                      | Jean RGR des Barres           | Minisèrie; 3 episodis                                                            |
| 1980    | Nick and the Dobermans                                    | Nick Macazie                  | Telefilm                                                                         |
| 1980    | Fun and Games                                             | Greg                          | Telefilm                                                                         |
| 1981    | The Gangster Chronicles                                   | Charles "Lucky" Luciano       | Minisèrie; 13 episodis                                                           |
| 1983    | Secrets of a Mother and Daughter                          | Alex Shepherd                 | Telefilm                                                                         |
| 1983–84 | Bay City Blues                                            | Joe Rohner                    | repartiment principal; temporada 1                                               |
| 1984    | Spraggue                                                  | Michael Spraggue              | Telefilm                                                                         |
| 1985    | Star Fairies                                              | Giant (veu)                   | Telefilm                                                                         |
| 1986    | Between Two Women                                         | Harry Petherton               | Telefilm                                                                         |
| 1986    | Rage of Angels: The Story Continues                       | James Moretti                 | Telefilm                                                                         |
| 1986–87 | Downtown                                                  | Det. John Forney              | repartiment principal; temporada 1                                               |
| 1988    | Quiet Victory: The Charlie Wedemeyer Story                | Charlie Wedemeyer             | Telefilm                                                                         |
| 1990    | Shattered Dreams                                          | John Fedders                  | Telefilm                                                                         |
| 1991    | Changes                                                   | Peter Hallam                  | Telefilm                                                                         |
| 1992    | In the Arms of a Killer                                   | Brian Venible                 | Telefilm                                                                         |
| 1992    | Exclusive                                                 | Reed Pierce                   | Telefilm                                                                         |
| 1992    | The Sands of Time                                         | Jaime Miro                    | Telefilm                                                                         |
| 1992    | The Final Contract                                        | David Sloane                  | Telefilm                                                                         |
| 1992–95 | Love & War                                                | Kip Zakaris                   | repartiment principal; temporades 1-3                                            |
| 1994    | Eyes of Terror                                            | Lt. David Zaccariah           | Telefilm                                                                         |
| 1995    | Between Love & Honor                                      | "Crazy" Joe Gallo             | Telefilm                                                                         |
| 1995    | Burke's Law                                               | Judd Timmons                  | episodi: "Who Killed the Tennis Ace?"                                            |
| 1995    | Victor/Victoria                                           | King Marchand                 | Telefilm                                                                         |
| 1997    | Law & Order                                               | Dr. Michael Cosgrove          | episodi: "Harvest"                                                               |
| 1998    | This Matter of Marriage                                   | Adam Barr                     | Telefilm                                                                         |
| 1998    | Style & Substance                                         | Jeff Dennis                   | episodi: "Chelsea's First Date"                                                  |
| 1998    | Early Edition                                             | Stanley Hollenbeck            | episodi: "Nest Egg"                                                              |
| 1999    | Too Rich: The Secret Life of Doris Duke                   | Porfirio Rubirosa             | Telefilm                                                                         |
| 1999    | Law and Order: Special Victims Unit                       | Dallas Warner                 | episodi: "A Single Life"                                                         |
| 2000–03 | Touched by an Angel                                       | Greg Sawyer / Carl Northum    | 2 episodis                                                                       |
| 2001    | Second Honeymoon                                          | Phillip                       | Telefilm                                                                         |
| 2001    | Gideon's Crossing                                         | Cardiòleg                     | 2 episodis                                                                       |
| 2001    | 61*                                                       | Joe DiMaggio                  | Telefilm                                                                         |
| 2003    | The District                                              | FBI Agent Spencer             | episodi: "Sacrifices"                                                            |
| 2003    | The Lyon's Den                                            | Simon Freed                   | episodi: "Beach House"                                                           |
| 2003–07 | Law and Order Criminal Intent                             | Henry Webster / Elder Roberts | 2 episodis                                                                       |
| 2004    | The Practice                                              | Dwight Haber                  | episodi: "Avenging Angels"                                                       |
| 2004    | The West Wing                                             | Senador Roy Turner            | episodi: "Slow News Day"                                                         |
| 2004    | Cold Case                                                 | Kyle Silver                   | episodi: "Maternal Instincts"                                                    |
| 2004    | Medical Investigation                                     | Wes Douglas                   | episodi: "You're Not Alone"                                                      |
| 2004    | The Young and the Restless                                | Elliot Hampton                | 17 episodis                                                                      |
| 2004    | Star Trek: Enterprise                                     | Syrran / Arev                 | episodi: "The Forge"                                                             |
| 2004–07 | The O.C.                                                  | Dr. Neil Roberts              | Guest; temporada 1-2, repartiment principal; temporada 3, recurring; temporada 4 |
| 2006    | South Beach                                               | Warren Stella                 | episodi: "Who Do You Trust"                                                      |
| 2006    | CSI: NY                                                   | Denney Lancaster              | episodi: "People with Money"                                                     |
| 2007    | Brothers & Sisters                                        | Milo Peterman                 | 3 episodis                                                                       |
| 2007    | Without a Trace                                           | Byron Carlton                 | episodi: "Run"                                                                   |
| 2007–11 | Damages                                                   | Phil Grey                     | Repartiment recurrent; temporada 1-4                                             |
| 2008    | Privileged                                                | Miles Franklin                | episodi: "All About Love, Actually"                                              |
| 2008–13 | NCIS                                                      | Mossad Director Eli David     | Repartiment recurrent; temporada 6-10                                            |
| 2009    | Crash                                                     | Wesley Thigpen                | 2 episodis                                                                       |
| 2010    | Legend of the Seeker                                      | Frederick Amnell              | episodi: "Bound"                                                                 |
| 2009–10 | Army Wives                                                | General Ludwig                | Repartiment recurrent; temporada 4                                               |
| 2010–11 | All My Children                                           | Caleb Cortlandt               | repartiment principal                                                            |
| 2011    | House                                                     | Thad Barton                   | episodi: "Risky Business"                                                        |
| 2012    | Dark Desire                                               | Phil                          | Telefilm                                                                         |
| 2013    | Body of Proof                                             | Daniel Russo                  | episodi: "Mob Mentality"                                                         |
| 2013    | Hunt for the Labyrinth Killer                             | Galen Anderson                | Telefilm                                                                         |
| 2013    | Major Crimes                                              | Congressista Steven Keller    | episodi: "Risk Assessment"                                                       |
| 2014    | The Exes                                                  | James Malcolm                 | episodi "The Old Man & the Holly                                                 |
| 2014    | Taken Away                                                | Senator Worthington           | Telefilm                                                                         |
| 2015    | The Slap                                                  | Thanassis                     | Minisèrie; 5 episodis                                                            |
| 2015    | Chicago P.D.                                              | Carlo Tafani                  | episodi: "Never Forget I Love You"                                               |
| 2016    | Blue Bloods                                               | Nick Constantine              | episodi "Town Without Pity"                                                      |
| 2016    | Heartbeat                                                 | Gérard Panttiere              | episodi: "Match Game"                                                            |
| 2017    | Manhunt: Unabomber                                        | Bob Guccione                  | episodi: "Publish or Perish"                                                     |
| 2018    | The Assassination of Gianni Versace: American Crime Story | Norman Blachford              | 2 episodis                                                                       |
| 2018    | Great Performances                                        | Ell mateix                    | episodi: "Ellis Island: The Dream of America" with Pacific Symphony"             |
| 2018–20 | Yellowstone                                               | Bob Schwartz                  | Repartiment recurrent; temporada 1-3                                             |
| 2019    | Devils                                                    | Jeremy Stonehouse             | Recurrent                                                                        |
| 2019    | Convicted                                                 | Jason Campbell                | Convidat                                                                         |
| 2022    | The Watcher                                               | Roger Kaplan                  | Recurrent                                                                        |